# Gran Premio de Francia de Motociclismo de 1990
El Gran Premio de Francia de Motociclismo de 1990 fue la décima prueba de la temporada 1990 del Campeonato Mundial de Motociclismo. El Gran Premio se disputó el 22 de julio de 1990 en el circuito Bugatti de Le Mans.

## Resultados 500cc
Por enésima vez esta temporada, no se asignan todos los puntos de la carrera porque no hay los pilotos para completar el reparto. El primer puesto es para el estadounidense Kevin Schwantz que consigue el cuarto triunfo de la temporada por delante del australiano Wayne Gardner y el también estadounidense Wayne Rainey, que se convierte en el líder provisional.
| Pos.     | Piloto               | Moto       | Tiempo    | Pts. |
| -------- | -------------------- | ---------- | --------- | ---- |
| 1        | Kevin Schwantz       | Suzuki     | 48.05.213 | 20   |
| 2        | Wayne Gardner        | Honda      | 48.07.633 | 17   |
| 3        | Wayne Rainey         | Yamaha     | 48.08.546 | 15   |
| 4        | Michael Doohan       | Honda      | 48.10.078 | 13   |
| 5        | Eddie Lawson         | Yamaha     | 48.15.370 | 11   |
| 6        | Niall Mackenzie      | Suzuki     | 48.25.693 | 10   |
| 7        | Randy Mamola         | Cagiva     | 49.24.111 | 9    |
| 8        | Juan Garriga         | Yamaha     | 49.35.984 | 8    |
| 9        | Marco Papa           | Honda      | 49.46.512 | 7    |
| 10       | Ron Haslam           | Cagiva     | 1 Vuelta  | 6    |
| 11       | Eddie Laycock        | Honda      | 1 Vuelta  | 5    |
| 12       | Cees Doorakkers      | Honda      | 2 Vueltas | 4    |
| Ret      | Alex Barros          | Cagiva     | Ret       |      |
| Ret      | Rachel Nicotte       | Chevallier | Ret       |      |
| Ret      | Karl Truchsess       | Honda      | Ret       |      |
| Ret      | Jean-Philippe Ruggia | Yamaha     | Ret       |      |
| Ret      | Christian Sarron     | Yamaha     | Ret       |      |
| Ret      | Vittorio Scatola     | Paton      | Ret       |      |
| Ret      | Martin Trösch        | Honda      | Ret       |      |
| DNQ      | Nicholas Schmassman  | Honda      | DNQ       |      |
| Sources: |                      |            |           |      |

## Resultados 250cc
El español Carlos Cardús obtuvo la segunda victoria de la temporada y, aprovechando en la retirada del estadounidense John Kocinski, se acerca al estadounidense, líder del Mundial, a tan solo 7 puntos. Segundo y tercer puesto son para dos italianos, Luca Cadalora y Loris Reggiani.
| Pos. | Piloto               | Moto     | Tiempo    | Pts. |
| ---- | -------------------- | -------- | --------- | ---- |
| 1    | Carlos Cardús        | Honda    | 41.09.803 | 20   |
| 2    | Luca Cadalora        | Yamaha   | 41.24.063 | 17   |
| 3    | Loris Reggiani       | Aprilia  | 41.29.256 | 15   |
| 4    | Masahiro Shimizu     | Honda    | 41.41.936 | 13   |
| 5    | Jacques Cornu        | Honda    | 41.55.919 | 11   |
| 6    | Martin Wimmer        | Aprilia  | 41.59.602 | 10   |
| 7    | Didier de Radiguès   | Aprilia  | 42.02.907 | 9    |
| 8    | Àlex Crivillé        | Yamaha   | 42.07.069 | 8    |
| 9    | Alberto Puig         | Yamaha   | 42.09.532 | 7    |
| 10   | Paolo Casoli         | Yamaha   | 42.13.414 | 6    |
| 11   | Andrea Borgonovo     | Aprilia  | 42.14.560 | 5    |
| 12   | Jean-Pierre Jeandat  | Honda    | 42.15.350 | 4    |
| 13   | Harald Eckl          | Aprilia  | 42.18.538 | 3    |
| 14   | Bernard Haenggeli    | Aprilia  | 42.20.166 | 2    |
| 15   | Andreas Preining     | Aprilia  | 42.20.336 | 1    |
| 16   | José Barresi         | Yamaha   | 42.26.120 |      |
| 17   | Jochen Schmid        | Honda    | 42.26.908 |      |
| 18   | Bernd Kassner        | Honda    | 42.37.412 |      |
| 19   | Alberto Rota         | Aprilia  | 42.47.780 |      |
| 20   | Kevin Mitchell       | Yamaha   | 42.48.349 |      |
| 21   | Marcellino Lucchi    | Aprilia  | 42.48.678 |      |
| 22   | Urs Jücker           | Yamaha   | 42.54.347 |      |
| 23   | Erich Neumair        | Yamaha   | 1 Vuelta  |      |
| 24   | Hans Becker          | Yamaha   | 1 Vuelta  |      |
| Ret  | Wilco Zeelenberg     | Honda    | Ret       |      |
| Ret  | John Kocinski        | Yamaha   | Ret       |      |
| Ret  | Renzo Colleoni       | Aprilia  | Ret       |      |
| Ret  | Adrien Morillas      | Aprilia  | Ret       |      |
| Ret  | Dominique Sarron     | Honda    | Ret       |      |
| Ret  | Carlos Lavado        | Aprilia  | Ret       |      |
| Ret  | Rachel Nicotte       | Yamaha   | Ret       |      |
| Ret  | Alain Bronec         | Aprilia  | Ret       |      |
| Ret  | Jorge Martínez Aspar | JJ Cobas | Ret       |      |
| Ret  | Jean Foray           | Yamaha   | Ret       |      |
| Ret  | Corrado Catalano     | Aprilia  | Ret       |      |
| Ret  | Alan Carter          | Honda    | Ret       |      |

## Resultados 125cc
Tercera victoria del año para el veterano holandés Hans Spaan que entró por delante del italiano Doriano Romboni y el alemán Stefan Prein. En la clasifciación general, Prein es líder provisional por delante del italiano Loris Capirossi a 5 puntos y Spaan a 24.
| Pos. | Piloto               | Moto      | Tiempo    | Pts. |
| ---- | -------------------- | --------- | --------- | ---- |
| 1    | Hans Spaan           | Honda     | 40.15.397 | 20   |
| 2    | Doriano Romboni      | Honda     | 40.15.727 | 17   |
| 3    | Stefan Prein         | Honda     | 40.33.565 | 15   |
| 4    | Loris Capirossi      | Honda     | 40.34.032 | 13   |
| 5    | Hisashi Unemoto      | Honda     | 40.34.159 | 11   |
| 6    | Jorge Martínez Aspar | JJ Cobas  | 40.34.382 | 10   |
| 7    | Heinz Lüthi          | Honda     | 40.35.823 | 9    |
| 8    | Dirk Raudies         | Honda     | 40.40.252 | 8    |
| 9    | Alessandro Gramigni  | Aprilia   | 40.45.754 | 7    |
| 10   | Maurizio Vitali      | Gazzaniga | 40.58.872 | 6    |
| 11   | Gabriele Debbia      | Aprilia   | 40.58.880 | 5    |
| 12   | Manuel Hernández     | Honda     | 41.02.133 | 4    |
| 13   | Robin Appleyard      | Honda     | 41.02.278 | 3    |
| 14   | Flemming Kistrup     | Honda     | 41.02.516 | 2    |
| 15   | Jaime Mariano        | Casal     | 41.04.730 | 1    |
| 16   | Johnny Wickström     | JJ Cobas  | 41.09.861 |      |
| 17   | Hans Koopman         | Honda     | 41.10.220 |      |
| 18   | Stefan Kurfiss       | Honda     | 41.11.483 |      |
| 19   | Hervé Duffard        | Honda     | 41.18.173 |      |
| 20   | Julián Miralles      | JJ Cobas  | 41.19.508 |      |
| 21   | Hubert Abold         | Rotax     | 41.22.157 |      |
| 22   | Luis Miguel Reyes    | Gazzaniga | 41.34.839 |      |
| 23   | Mike Leitner         | Honda     | 2 Vueltas |      |
| Ret  | Bruno Casanova       | Honda     | Ret       |      |
| Ret  | Robin Milton         | Honda     | Ret       |      |
| Ret  | Kinya Wada           | Honda     | Ret       |      |
| Ret  | Mike Edwards         | Honda     | Ret       |      |
| Ret  | Emilio Cuppini       | Honda     | Ret       |      |
| Ret  | Herri Torrontegui    | Honda     | Ret       |      |
| Ret  | Alfred Waibel        | Honda     | Ret       |      |
| Ret  | Ralf Waldmann        | Rotax     | Ret       |      |
| Ret  | Antonio Sánchez      | JJ Cobas  | Ret       |      |
| Ret  | Bady Hassaine        | Honda     | Ret       |      |
| Ret  | Fausto Gresini       | Honda     | Ret       |      |
| Ret  | Manuel Herreros      | JJ Cobas  | Ret       |      |
| Ret  | Adi Stadler          | JJ Cobas  | Ret       |      |
| DNS  | Thierry Feuz         | Honda     | DNS       |      |
| DNQ  | Steve Patrickson     | Honda     | DNQ       |      |
| DNQ  | Jos van Dongen       | Honda     | DNQ       |      |
| DNQ  | Peter Öttl           | Rotax     | DNS       |      |
| DNS  | Allan Scott          | Honda     | DNQ       |      |
| DNQ  | Peter Galvin         | Honda     | DNQ       |      |
| DNQ  | Stefan Dörflinger    | Aprilia   | DNQ       |      |
| DNQ  | José Saez            | Honda     | DNQ       |      |
| DNQ  | Jean-Claude Selini   | Honda     | DNQ       |      |
| DNQ  | Taru Rinne           | Honda     | DNQ       |      |
| DNQ  | Stefan Brägger       | Aprilia   | DNQ       |      |
| DNQ  | Jörg Seel            | Honda     | DNQ       |      |
| DNQ  | Luis Álvaro          | Honda     | DNQ       |      |
| DNQ  | Javier Arumi         | Honda     | DNQ       |      |
| DNQ  | Paolo Priori         | Grossi    | DNQ       |      |